# L'Objet aimé
L'Objet aimé est un recueil de nouvelles de Jean de La Varende, composé de plusieurs nouvelles réunies et éditées par son fils Éric de La Varende, et publié en 1967, chez Plon. 

## Critique
Le goût des beaux objets, la passion du collectionneur étaient innés chez La Varende, comme l'attestaient les meubles, les bibelots, les maquettes de voiliers, qui peuplaient les pièces de son château de briques roses, au pays d'Ouche. Mieux qu'aucun autre, il possédait ce mélange de générosité naturelle et de connaissances acquises qu'il faut pour donner de l'âme aux objets qu'on approche. De l'âme, les choses anciennes et précieuses en possédaient assez aux yeux de La Varende pour devenir les personnages d'histoires touchantes ou dramatiques.
Tel est le fil conducteur des huit nouvelles rassemblées par Éric de La Varende dans L'Objet aimé. Ce « collier », ce « Bonheur du jour », cette « commode », ce « violon » sont suffisamment chargés d'humanité pour que leur destin captive. Et, inversement, les hommes et les femmes qui les entourent et qui les servent, ébénistes, antiquaires, luthiers, grands amateurs, semblent participer de leur beauté et de leur rareté.
Cette œuvre anoblit l'artisanat et même le commerce de ces « objets aimés ».

## Liste des nouvelles
Conçu sur le modèle de Bric-à-brac, ce recueil de huit nouvelles célèbre l'artisanat, les collectionneurs, les antiquités. Il contient :  
1. La Jézabel du roi, nouvelle. Parue dans Plaisir de France le 25 décembre 1956, cette nouvelle a été éditée pour la première fois dans L'empreinte en 1959 : Printemps 1764, le roi Louis XV voit partir le cortège de madame de Pompadour, morte le 15 avril 1764 à Versailles, ultime privilège, puisqu’il était interdit à un courtisan de mourir dans le lieu où résidait le Roi et sa cour. Migeon, ébéniste de la marquise, apporte une petite commode qu'elle avait dessinée.
2. Le bonheur du jour, nouvelle. Écrite entre 1940 et 1944, parue dans Les Œuvres libres le 1er janvier 1957, sous le titre « Le bonheur du jour ou l'antiquaire sentimental », cette nouvelle a également été édité pour la première fois dans L'empreinte en 1959 : Joseph Bernier, un antiquaire de profession, brosse le portrait des propriétaires obligés de se séparer d'un meuble. Pour exemple, il se met à raconter sa visite dans un château pendant l'occupation, pour rendre service à un ami veuf, un vieux comte ayant besoin de ressources nouvelles. Les meubles sont passés en revue. Dans la chambre de sa femme, un bonheur du jour de grand qualité, dissimule un malheureux tiroir secret.
3. Le Rubens, nouvelle inédite. Les Mérival, ruinés, possèdent toutefois un très beau tableau de Rubens : Dalila coupant les cheveux de Samson, et un enfant souffreteux. Ils se décident à vendre le grand tableau où « la Dalila, éternellement fraîche, s'y roulait et déroulait, ployant ses formes amoureuses, comme nourries de lumière », et l'expert, venu chez eux, le trouve bien trop grand.
4. Le Jacobus Stainer, nouvelle. Parue pour primitivement dans la revue Constellation en mars 1949, elle a été éditée une première fois chez Fayard en 1962. Amédée de Riveville, par hasard, découvre dans une mansarde un petit violon signé Jakobus Stainer.
5. L'affaire du collier (1904-1944), nouvelle. Écrite en juin 1950, parue pour la première fois dans Les Œuvres libres le 1er octobre 1950. Dans une famille normande, le château de Jacques de Marsanges renferme un grand collier de diamants, dont on n'a pu retrouver que la copie. Étonnamment, à la faveur du débarquement, l'original se dévoile.
6. L'oncle Hector, nouvelle. Parue pour la première fois dans Gringoire le 14 octobre 1940. M. de Morhangis (pour toute la ville « Oncle Hector ») a pour neveu Jean de Rieumes. Un « sosie » de son oncle stupéfait totalement le jeune homme, dont la vraie personnalité a trahi par amour des objets.
7. La spatule d'or, nouvelle. Parue dans Gringoire le 15 août 1941, sous le titre « La Nécropole », cette nouvelle tourne autour d'une cuillère votive pré-romaine tirée du sol par Sabine, la fille de M. de Pontaubault. Bessège, son hôte, s'ébahit dans chaque pièce du château, d'autres trouvailles archéologiques, provenant d'une nécropole située sous le parc. La disparition soudaine de ces trésors l'abasourdit, car il ne reste en souvenir de cette vision, que la spatule d'or, qui lui est offerte.
8. L'enrichissement suprême, nouvelle. Parue pour la première fois dans Ici France le 23 mai 1947, cette nouvelle a été publiée une première fois dans La Tourmente, sous le même titre, avec la mention de la date du 23 août 1944, situant l'action. Fuyant le débarquement, un châtelain n'emporte de sa maison que de menus objets, mais précieux, historiques, dans une petite caisse. À Falaise, qu'on reconnaît sous la description suivante : « petite ville, (...) petite cité impériale, celle qui s'exalte au cœur de tout Normand (...). On apercevait le château isolé, tout seul, devant le donjon rectangulaire et la tour ronde (...). », le hobereau s'en sépare, héroïquement, en les distribuant.

## Citation
« La caste n'existe que dans la continuité qui l'assure. », dans : Le Rubens.

## Éditions
- L'Objet aimé, Paris, Plon, 1966. In-8, relié plein cartonnage bleu éditeur, plats muets, titre blanc au dos, sous jaquette bleue et blanche, 223 pp. Plan en noir dans le texte.
- Bric-à-brac. L'Objet aimé, Paris, Plon, 1972.